# Bill Cipher
Bill Cipher é um personagem e o principal antagonista da franquia Gravity Falls da Disney Channel. O personagem é dublado pelo criador do programa, Alex Hirsch. Ele é um "demônio dos sonhos" que pode ser invocado e liberado na mente de qualquer pessoa.  Bill aparece pela primeira vez em "Tire o Monstro dos Sonhos". No entanto, muitas referências a ele estão escondidas nos bastidores dos episódios e no final da abertura da série. Ele também é um personagem recorrente no livro "Gravity Falls: Journal 3".
Em 23 de julho de 2024, Alex Hirsch lançou um romance intitulado "The Book of Bill". Ao contrário da série original, este romance foi comercializado como sendo "o primeiro livro adulto de "Gravity Falls" contendo humor ácido e violência.

## Sobre
O nome de Bill Cipher é especulado pelos fãs como um trocadilho com as cifras de Beale (ou cifras em geral, considerando sua proeminência na série) ou uma referência ao Olho da Providência que aparece no verso da nota de um dólar dos Estados Unidos. O diretor de cinema David Lynch foi convidado a dublar Bill, já que Gravity Falls foi muito inspirado na série de Lynch, Twin Peaks. Porém, Lynch rejeitou a oferta. Hirsch dubla o personagem com o que ele chama de "má impressão" de Lynch.
Em sua forma padrão, Bill Cipher se assemelha a um doritos, só que amarelo de um olho só, com braços e pernas negros finos, usando uma cartola e uma gravata borboleta, e muitas vezes carregando uma bengala. No entanto, sua forma é mostrada como maleável na série, pois ele muda sua aparência aparentemente à vontade ou dependendo do seu humor.

## Papel em Gravity Falls
Bill Cipher é um dos principais antagonistas de Gravity Falls. Ele é retratado como inteligente e focado em conseguir o que quer, não se importando muito com os sentimentos dos outros e os manipulando de acordo com suas vontades. Seu principal objetivo ao longo da série é ser libertado da "Paisagem Mental" e trazer um apocalipse que ele chama de "Estranhegedon" (Weirdmageddon no idioma original). Suas tentativas de alcançar seus objetivos são sempre frustradas pelos protagonistas Dipper e Mabel Pines ao longo da série. No entanto, Mabel sem querer o ajuda a trazer o Estranhegedon através de suas ações no episódio da 2ª temporada, "Dipper e Mabel versus o Futuro".

## Recepção pública
A crueldade de Bill Cipher e a vontade de fazer os outros sofrerem por sua diversão foram consideradas uma das maiores forças do personagem, e o colocaram como personagem e os elogios da série dos telespectadores, que o notaram como um dos melhores vilões do Disney Channel. Em 2022, The Mary Sue descreveu Bill Cipher como um dos Sexymen "mais sexy" do Tumblr, escrevendo que a natureza "confusa e assustadora" de Bill o tornava atraente para os fãs de Gravity Falls.
A análise crítica de Bill pela Ars Technica o creditou como sendo a manifestação do medo do desconhecido, com a jornalista Cassandra Khaw observando Bill como uma das encarnações mais proeminentes do medo em Gravity Falls. Khaw ainda usa a relação de Bill com o medo do desconhecido como o exemplo mais proeminente do medo sendo um tema central de Gravity Falls. Parte da intriga de Bill para os fãs veio de sua presença misteriosa; Ele tem uma participação especial em todos os episódios da série no final dos créditos, além de muitos mais em cenas rápidas nos episódios, como ser exibido na parte de trás de cartas de um pergaminho em um episódio.

## O Livro de Bill
O romance centrado em Bill Cipher, "O Livro de Bill", alcançou o número 1 na lista de best-sellers do New York Times na semana de 11 de agosto de 2024 na categoria "Conselhos, instruções e diversos". The Book of Bill também ficou em 2º lugar na lista de best-sellers da Amazon e em 1º lugar no Hot New Releases Chart da Amazon logo após seu lançamento. O lançamento do livro despertou um interesse renovado na série, fazendo com que Gravity Falls se tornasse um dos assuntos mais falado no X.

## Aparições em outras mídias
Bill Cipher foi destaque no episódio "Bart's in Jail!" de Os Simpsons, em que Alex Hirsch reprisa o papel.
No videoclipe da canção "Where Are Ü Now" de Jack Ü, Bill Cipher é desenhado e aparece em um frame no tempo 1:52.